# Zagnieżdżanie czcionek
Zagnieżdżanie czcionek (ang. font embedding) – technika prezentowania w dokumentach HTML czcionek, których nie ma w komputerach czytelników strony. W przeciwieństwie do zwykłych dokumentów HTML, w których wyświetlane są wyłącznie czcionki znajdujące się w komputerach użytkowników, technika zagnieżdżania pozwala wyświetlić dowolne czcionki zdefiniowane przez autora strony. Jest to realizowane za pomocą specjalnego pliku z czcionką posyłanego na serwer. Plik ten pobierany jest przez przeglądarkę WWW, która dzięki temu może sformatować stronę w sposób zamierzony przez autora, bez ograniczeń wynikających z dostępności czcionek.

## Zagnieżdżanie a zaleceniaW3C
Specyfikacja CSS w wersji trzeciej wprowadza nową metodę osadzania czcionek na stronach WWW. Używa się do tego celu reguły @font-face, umieszczanej wewnątrz arkusza stylów. Przykładowa deklaracja czcionki osadzonej prezentuje się następująco:
```
 @font-face {
   font-family: PrzykładowyFont; src: url(fonts/przykl.ttf);
 }
```

Przypisanie czcionki do elementu strony następuje z użyciem właściwości font-family. Metoda ta nie jest jeszcze w pełni obsługiwana przez wszystkie najpopularniejsze przeglądarki internetowe.
Dwa inne, popularne rozwiązania to TrueDoc i Web Embedding Fonts Tool.